# Colt Model 1905 Marine Corps
O Colt Model 1905 Marine Corps (também conhecido como Colt M1905 New Marine) é um revólver de ação dupla fabricado pela Colt's Patent Fire Arms no início do século XX. 

## Visão geral
O revolver Colt Model 1905 Marine Corps no calibre .38 foi emitido para o "United States Marine Corps" durante o período de 1905 a 1909. É uma variação do Colt M1892 com uma estrutura de empunhadura arredondada. Sabe-se que um pequeno número (menos de 850) foi emitido sob contrato militar. Esses revólveres são marcados na coronha com as inscrições "USMC" apropriadas e sua numeração de série vai de 001 a pelo menos 812. Outras 926 cópias foram feitas entre 1905 e 1909 para o mercado comercial (civil), e esses revólveres são numerados na coronha de 10001 a 10926.